# Пановская волость (Лаишевский уезд)
Пановская волость 
Пановская волость (тат. پاناو ۋولىٰسىٰ, Panav vulьsь, Панау вулысы) — административная единица в составе Казанской губернии и Татарской АССР. Волостной центр  — село Пановка.

## География
На 1910-е годы граничила с Аркатовской, Черемышевской, Селенгушской, Казыльской, Ключищенской, Больше-Кибяк-Козинской волостями и Арской волостью Казанского уезда.

## История
Возникла не позднее 1870 года в составе Лаишевского уезда Казанской губернии. В 1920 году, как и весь уезд, вошла в состав Лаишевского кантона Татарской АССР.
В 1924 году волость была укрупнена, в её состав вошли: Аркатовская волость (без селений отошедших Арской волости Арского кантона), Селенгушская волость (без селений, отошедших Салтанской и Пестречинской волостям), Казыльская волость (без селений, отошедших Ново-Арышской и Салтанской волостям), селение Толкияз Ключищенской волости. В то же время селения Трюк-Тямти, Верхние Метески, Тямти-Метески, Донауровка отошли в состав укрупнённой Тюлячинской волости.
В 1927 году территория ТАССР была частично районирована, в результате чего Лаишевский кантон был упразднён, а волость (без селений Казыли, Верхние Казыли, Комаровка, Серда, Надежда, Новая Гремячка, Загорода и Колкомерка, отошедших Рыбно-Слободскому району) вошла в состав Арского кантона.
В 1930 году волость была упразднена, её территория вошла в состав Пестречинского района.

## Состав
По состоянию на 1930 год волость делилась на 21 сельсовет: Елагинский, Михайловский, Верхне-Иинский, Пимерский, Альвидинский, Нурминский, Юнусовский, Кибечинский, Чучинский, Урывкинский, Белкинский, Венетинский, Скородумовский, Средне-Иинский, Аркатовский, Татарско-Ходяшевский, Селенгушский, Толкиязский, Ковалинский, Пановский, Брюшлинский.